# Only Time · The Collection
Only Time · The Collection es una colección de los mejores éxitos de la cantante, intérprete y compositora irlandesa Enya publicada en 2002. La colección está conformada por 4 discos recopilatorios divididos en las etapas musicales de Enya, todo esto incluido en una elegante caja con fotografías y material inédito de Enya. La colección completa consta de una selección de 50 temas en total, en una compilación que va desde 1987 con su álbum Enya hasta el sencillo May It Be en 2002. Entre lo incluido en la caja se encuentran cuatro libretos con la letra de cada una de las canciones presentes en la colección. El video de Oíche Chiún es una performance que Enya realizó en el programa de televisión de BBC Christmas Day in the Morning el 25 de diciembre de 1996, el video muestra a Enya en la Catedral de La Iglesia Cristiana en Dublín. Este video presente en el cuarto disco se puede reproducir mediante un computador.

El lanzamiento de la colección se limitó a 200 000 copias en total, de las cuales 60 000 se han vendido en Estados Unidos. La selección de los temas incluidos fue hecha por Enya, Nicky y Roma

## Lista de temas
- Lanzamiento preliminar de la colección

### ONLY TIME · THE COLLECTION SAMPLER
1. "Watermark"
2. "The Celts"
3. "Orinoco Flow"
4. "Book Of Days"
5. "Shepherd Moons"
6. "Caribbean Blue}"
7. "Isobella"
8. "Only Time"
9. "May It Be"
10. "Oíche Chiún (Silent Night)"

### ONLY TIME · THE COLLECTION DISC ONE
1. "Watermark"
2. "Exile"
3. "Aldebaran"
4. "March Of The Celts"
5. "Boadicea"
6. "The Sun In The Stream"
7. "On Your Shore"
8. "Cursum Perficio"
9. "Storms In Africa"
10. "The Celts"
11. "Miss Clare Remembers"
12. "I Want Tomorrow"

- Las pistas 3, 4, 5, 6, 10 & 12 fueron originalmente incluidas en el álbum Enya
- Las pistas 1, 2, 7, 8, 9 & 11 fueron originalmente incluidas en el álbum Watermark

### ONLY TIME · THE COLLECTION DISC TWO
1. "Orinoco Flow"
2. "Ebudæ"
3. "River"
4. "The Longships"
5. "Na Laetha Geal M'Óige"
6. "Book Of Days"
7. "Shepherd Moons"
8. "Caribbean Blue"
9. "Evacuee"
10. "Evening Falls..."
11. "Lothlórien"
12. "Marble Halls"

- Las pistas 1, 3, 4, 5 & 10 fueron originalmente incluidas en álbum Watermark
- Las pistas 2, 6, 7, 8, 9, 11 & 12 fueron originalmente incluidas en el álbum Shepherd Moons

### ONLY TIME · THE COLLECTION DISC THREE
1. "Afer Ventus"
2. "No Holly For Miss Quinn"
3. "The Memory Of Trees"
4. "Anywhere Is"
5. "Athair Ar Neamh"
6. "China Roses"
7. "How Can I Keep From Singing?"
8. "Hope Has A Place"
9. "Tea-House Moon"
10. "Pax Deorum"
11. "Eclipse"
12. "Isobella"

- Las pistas 1, 2 & 7 fueron originalmente incluidas en el álbum Shepherd Moons
- Las pistas 3, 4, 5, 6, 8, 9 & 10 fueron incluidas en el álbum The Memory Of Trees
- La pista 11 fue originalmente incluida en el sencillo The Celts
- La pista 12 fue originalmente incluida en el álbum A Day without Rain'

### ONLY TIME · THE COLLECTION DISC FOUR (Enhanced)
1. "Only Time"
2. "A Day Without Rain"
3. "Song Of The Sandman (Lullaby)"
4. "Willows On the Water"
5. "Wild Child"
6. "Flora's Secret"
7. "Fallen Embers"
8. "Tempus Vernum"
9. "Deora Ar Mo Chroí"
10. "One By One"
11. "The First Of Autumn"
12. "Lazy Days"
13. "May It Be"
14. "Oíche Chiún (Silent Night)"
15. "Oíche Chiún (Silent Night)*(Video)"

* Cortesía de BBC Television
- Las pistas 1, 2, 5, 6, 7, 8, 9, 10, 11 & 12 fueron originalmente incluidas en el álbum A Day without Rain
- La pista 3 fue originalmente incluida en el sencillo Wild Child
- La pista 4 fue originalmente incluida en el sencillo Only If...
- La pista 13 fue incluida en el soundtrack de la película The Lord of the Rings: The Fellowship of the Ring

- Datos: Q839519

- La pista 14 fue originalmente incluida en el sencillo Evening Falls...[2]